# كاتدرائية نيداروس
كاتدرائية نيداروس هي كاتدرائية رومانية كاثوليكية رومانية كاثوليكية تقع في تروندهايم، النرويج.